# Cédric Cambon
Pour les articles homonymes, voir Cambon.
Cédric Cambon, né le 20 septembre 1986 à Montpellier dans l'Hérault, est un footballeur français. Il joue au poste de défenseur central ou de milieu défensif. 
Formé au Montpellier HSC, il évolue ensuite au Litex Lovetch, à Évian Thonon Gaillard et au Havre AC. En juillet 2017, il rejoint l'US Orléans, club où il termine sa carrière en 2020.
Il remporte avec l'équipe de France U19 le Championnat d'Europe des moins de 19 ans en 2005.

## Biographie

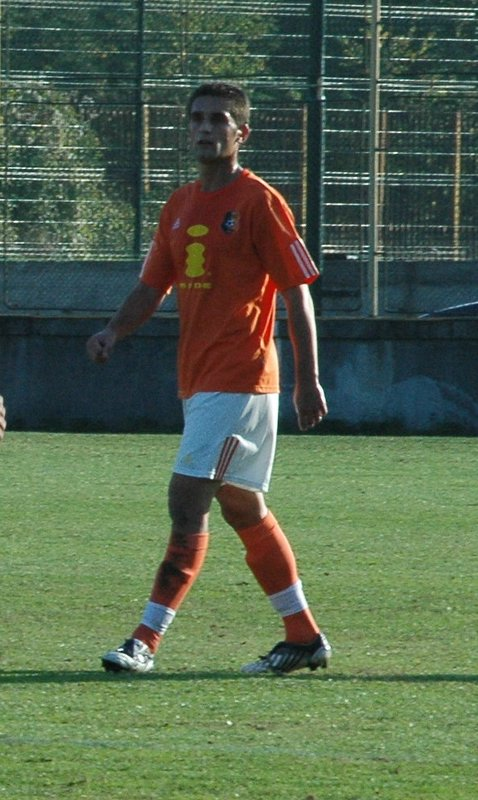
Cédric Cambon sous le maillot du Litex Lovetch en 2008

Cédric Cambon commence le football à cinq ans au sein du club du Red Star Olympique de Cournonterral puis rejoint en 1995 le Montpellier HSC. Il dispute son premier match en Ligue  2 avec les Montpelliérains lors de la 26e journée du championnat, le 18 février 2005, face au Stade brestois, une victoire un but à zéro. Il connaît sa première sélection nationale, le 9 septembre 2003, avec l'Équipe de France U18, face à la Suisse. Lors cette rencontre, remportée quatre buts à un, il inscrit un but.
En mai 2005, il est demi-finaliste de la Coupe Gambardella avec Montpellier. En juillet 2005, il devient champion d'Europe des moins de 19 ans avec l'équipe de France U19. Il dispute en décembre 2005 le tournoi de football des Jeux de la Francophonie avec l'équipe de France des moins de 20 ans dont il est capitaine puis remporte le Tournoi de Toulon en 2006 avec l'équipe de France U20.
En 2007, il rejoint le club bulgare du Litex Lovetch pour un transfert de 100 000 euros et remporte avec ce club la coupe de Bulgarie en 2008 ainsi que la Supercoupe de Bulgarie.
En janvier 2009, il retourne en France et s'engage en faveur de l'Évian Thonon Gaillard FC, « séduit par le projet du club qui parlait de L1 dans les saisons à venir ». Il prend une part importante dans l'ascension fulgurante du club savoyard qui remporte le  championnat de France National en 2010 puis le championnat de France de football Ligue  2 2011. Le 20 mai 2011, entré en jeu à la 81e minute, lors de la 37e journée, Cédric Cambon marque le but de la montée face au Stade de Reims. En Ligue 1, il s'impose comme titulaire dans l'axe de la défense et dispute trente-trois rencontres de championnat pour trois buts inscrits. Il perd sa place de titulaire les saisons suivantes avant de faire une saison pleine en 2014-2015, saison qui voit le club savoyard redescendre en Ligue 2.
En fin de contrat avec le club savoyard, il s'engage, en juillet 2015, avec le Havre AC, club de Ligue 2, pour une durée de trois ans. Pour son premier match officiel avec les Normands, il ouvre le score, lors de la victoire trois buts à un des Havrais, sur le terrain du Football Bourg-en-Bresse.
En juillet 2017, Cédric Cambon s'engage pour deux saisons à l'US Orléans. Lors de la saison 2018-2019, il est avec Pierre Bouby l'un des deux délégués syndicaux de l'UNFP au sein de l'US Orléans. À la suite de la relégation du club en National au terme de la saison 2019-2020, il n'est pas conservé par le club et met un terme à sa carrière.

## Palmarès
Cédric Cambon est vainqueur de la Coupe de Bulgarie et de la Supercoupe de Bulgarie en 2008 avec le PFK Litex Lovetch. Sous les couleurs d'Évian TGFC, il remporte le Championnat de france National en 2010 et le championnat de France de Ligue  2 en 2011, puis dispute la finale de la Coupe de France 2012-2013.
En sélection, Cédric Cambon remporte le Championnat d'Europe des moins de 19 ans en 2005 avec l'équipe de France U19. Il gagne également le Tournoi de Toulon en 2006 avec l'équipe de France U20.

## Statistiques
Le tableau ci-dessous résume les statistiques en match officiel de Cédric Cambon depuis ses débuts professionnels.
| Saison                | Club                         | Championnat           | Championnat | Championnat | Coupe nationale | Coupe nationale | Coupe de la Ligue | Coupe de la Ligue | Supercoupe | Supercoupe | Compétition(s) continentale(s) | Compétition(s) continentale(s) | Compétition(s) continentale(s) | Total | Total |
| Saison                | Club                         | Division              | M.          | B.          | M.              | B.              | M.                | B.                | M.         | B.         | Comp.                          | M.                             | B.                             | M.    | B.    |
| 2004-2005             | Montpellier HSC              | Ligue 2               | 1           | 0           | -               | -               | -                 | -                 | -          | -          | -                              | -                              | -                              | 1     | 0     |
| 2005-2006             | Montpellier HSC              | Ligue 2               | 5           | 0           | 1               | 0               | -                 | -                 | -          | -          | -                              | -                              | -                              | 6     | 0     |
| 2006-2007             | Montpellier HSC              | Ligue 2               | 20          | 0           | 1               | 0               | 1                 | 0                 | -          | -          | -                              | -                              | -                              | 22    | 0     |
| Sous-total            | Sous-total                   | Sous-total            | 26          | 0           | 2               | 0               | 1                 | 0                 | -          | -          | -                              | -                              | -                              | 29    | 0     |
| 2007-2008             | Litex Lovetch                | A PFG                 | 14          | 0           | 5               | 0               | -                 | -                 | -          | -          | C3                             | 1                              | 0                              | 20    | 0     |
| 2008-2009             | Litex Lovetch                | A PFG                 | 6           | 0           | 1               | 1               | -                 | -                 | 1          | 0          | C3                             | 3                              | 0                              | 11    | 1     |
| Sous-total            | Sous-total                   | Sous-total            | 20          | 0           | 6               | 1               | -                 | -                 | 1          | 0          | -                              | 4                              | 0                              | 31    | 1     |
| 2008-2009             | Olympique Croix-de-Savoie 74 | National              | 12          | 1           | -               | -               | -                 | -                 | -          | -          | -                              | -                              | -                              | 12    | 1     |
| 2009-2010             | Évian Thonon Gaillard        | National              | 29          | 0           | 5               | 1               | -                 | -                 | -          | -          | -                              | -                              | -                              | 34    | 1     |
| 2010-2011             | Évian Thonon Gaillard        | Ligue 2               | 26          | 3           | 4               | 0               | 2                 | 0                 | -          | -          | -                              | -                              | -                              | 32    | 3     |
| 2011-2012             | Évian Thonon Gaillard        | Ligue 1               | 33          | 3           | 3               | 1               | 1                 | 0                 | -          | -          | -                              | -                              | -                              | 37    | 4     |
| 2012-2013             | Évian Thonon Gaillard        | Ligue 1               | 20          | 0           | 4               | 1               | 1                 | 0                 | -          | -          | -                              | -                              | -                              | 25    | 1     |
| 2013-2014             | Évian Thonon Gaillard        | Ligue 1               | 25          | 1           | 1               | 0               | 3                 | 1                 | -          | -          | -                              | -                              | -                              | 29    | 2     |
| 2014-2015             | Évian Thonon Gaillard        | Ligue 1               | 26          | 1           | 1               | 0               | 1                 | 0                 | -          | -          | -                              | -                              | -                              | 28    | 1     |
| Sous-total            | Sous-total                   | Sous-total            | 171         | 9           | 18              | 3               | 8                 | 1                 | -          | -          | -                              | -                              | -                              | 197   | 13    |
| 2015-2016             | Le Havre AC                  | Ligue 2               | 35          | 1           | 1               | 0               | 1                 | 0                 | -          | -          | -                              | -                              | -                              | 37    | 1     |
| 2016-2017             | Le Havre AC                  | Ligue 2               | 28          | 0           | 3               | 0               | 2                 | 0                 | -          | -          | -                              | -                              | -                              | 33    | 0     |
| Sous-total            | Sous-total                   | Sous-total            | 63          | 1           | 4               | 0               | 3                 | 0                 | -          | -          | -                              | -                              | -                              | 70    | 1     |
| 2017-2018             | US Orléans                   | Ligue 2               | 12          | 3           | 1               | 0               | 2                 | 0                 | -          | -          | -                              | -                              | -                              | 15    | 3     |
| Sous-total            | Sous-total                   | Sous-total            | 12          | 3           | 1               | 0               | 2                 | 0                 | -          | -          | -                              | -                              | -                              | 15    | 3     |
| Total sur la carrière | Total sur la carrière        | Total sur la carrière | 292         | 13          | 31              | 4               | 14                | 1                 | 1          | 0          | -                              | 4                              | 0                              | 342   | 18    |